# Kotěrova vila
Kotěrova vila je dům čp. 1542/6 v Hradešínské ulici v Praze 10 na Vinohradech. Stavbu, která kombinuje režné zdivo s hrubou omítkou, vybudoval podle vlastního návrhu v letech 1908–1909 architekt Jan Kotěra. Objekt je památkově chráněn.
Pozemek v Hradešínské ulici koupili Jan Kotěra s ženou Bertou v roce 1907 a v následujícím roce začala stavba, která byla dokončena roku 1909.
Vila zasazená do klesajícího terénu byla navržena ve stylu racionální neboli geometrické moderny a vyznačuje se jednoduchostí hmoty, kterou zdobí pouze povrchové materiály – v tomto případě režné bílé cihly a svisle proškrabávaná omítka. Směrem k ulici z domu vystupuje věžový rizalit s dvouramenným schodištěm a nižší část, která se původně zaobleným arkýřem otevírala k zahradě. Hlavní vstup z ulice vede klenutým krytým vchodem, kudy lze též projít na terasu. Ta je zděným schodištěm propojena se zahradou.
Vnitřně je dům dělen na tři celky. V suterénu se nacházel byt domovníka (provozně oddělený od zbytku domu) a kuchyně, která byla s jídelnou spojena pouze podávacím okénkem. Za jídelnou následoval hudební pokoj. V přízemí byly ložnice, dětský pokoj a salon osvětlený shora díky prosklenému stropu. První patro obsahovalo Kotěrovu pracovnu a ateliér.